# Liga Premier de Azerbaiyán 2014-15
La Liga Premier de Azerbaiyán 2014-15 fue la vigésima tercera temporada de la máxima división del fútbol profesional de Azerbaiyán, desde su creación en 1922. El torneo es organizado por la AFFA y comenzó el 9 de agosto de 2014 y terminó el 28 de mayo de 2015. Qarabağ conquistó su tercer título de liga.

## Formato
Los diez equipos participantes jugaron entre sí todos contra todos cuatro veces totalizando 36 partidos cada uno, al término de la fecha 36 el primer clasificado obtuvo un cupo para la primera ronda de la Liga de Campeones 2015-16, mientras que el segundo y tercer clasificado obtuvieron un cupo para la primera ronda de la Liga Europa 2015-16; por otro lado el último clasificado descendió a la Primera División de Azerbaiyán 2015-16.
Un tercer cupo para la primera ronda de la Liga Europa 2015-16 fue asignado al campeón de la Copa de Azerbaiyán.

## Ascensos y descensos
| Pos. | Ascendidos de Primera División de Azerbaiyán 2013-14 |
| ---- | ---------------------------------------------------- |
| 1    | Araz-Naxçıvan                                        |

| Pos. | Descendidos de Liga Premier de Azerbaiyán 2013-14 |
| ---- | ------------------------------------------------- |
| 10   | Ravan Baku                                        |

## Equipos
| Club            | Ciudad     | Estadio                           | Capacidad |
| --------------- | ---------- | --------------------------------- | --------- |
| Araz-Naxçıvan   | Najicheván | Estadio de Nakhchivan             | 11.800    |
| AZAL            | Bakú       | Estadio AZAL                      | 5.000     |
| Baku            | Bakú       | Base de entrenamiento del FC Baku | 2.000     |
| Inter Baku      | Bakú       | Estadio Shafa                     | 10.000    |
| Khazar Lankaran | Lenkoran   | Khazar Lankaran Central Stadium   | 15.000    |
| Neftchi Baku    | Bakú       | Bakcell Arena                     | 11.000    |
| Qabala          | Qabala     | Gabala City Stadium               | 8.000     |
| Qarabağ         | Agdam      | Estadio Tofiq Bəhramov            | 31.200    |
| Simurq          | Zaqatala   | Estadio de la ciudad de Zaqatala  | 3.500     |
| Sumgayit        | Sumgayit   | Kapital Bank Arena                | 1.500     |

## Tabla de posiciones
| Pos. | Equipo            | Pts. | PJ | G  | E  | P  | GF | GC | Dif. | Clasificación y descenso 2015–16       |
| ---- | ----------------- | ---- | -- | -- | -- | -- | -- | -- | ---- | -------------------------------------- |
| 1    | Qarabağ (C)       | 68   | 32 | 20 | 8  | 4  | 51 | 28 | +23  | Segunda ronda de la Liga de Campeones  |
| 2    | Inter Baku        | 63   | 32 | 17 | 12 | 3  | 55 | 20 | +35  | Primera ronda de la Liga Europa        |
| 3    | Gabala            | 54   | 32 | 15 | 9  | 8  | 46 | 35 | +11  | Primera ronda de la Liga Europa        |
| 4    | Neftçi Baku       | 49   | 32 | 13 | 10 | 9  | 38 | 33 | +5   | Primera ronda de la Liga Europa        |
| 5    | Simurq            | 39   | 32 | 11 | 6  | 15 | 41 | 39 | +2   |                                        |
| 6    | AZAL              | 39   | 32 | 10 | 9  | 13 | 37 | 42 | −5   |                                        |
| 7    | Khazar Lankaran   | 32   | 32 | 8  | 8  | 16 | 35 | 46 | −11  |                                        |
| 8    | Sumgayit          | 31   | 32 | 7  | 10 | 15 | 32 | 43 | −11  |                                        |
| 9    | Baku              | 17   | 32 | 3  | 8  | 21 | 19 | 68 | −49  | Descenso a la Primera División 2015-16 |
| 10   | Araz-Naxçıvan (D) | 0    | 0  | 0  | 0  | 0  | 0  | 0  | 0    | Expulsado                              |

Actualizado a los partidos jugados el 28 de mayo de 2015.
 Fuente: Soccerway
Notas:
1. ↑  Tras ganar la Copa de Azerbaiyán el Qarabağ recibe un cupo para la Primera ronda de la Liga Europa 2015-16, pero al encontrarse clasificado a la Liga de Campeones por su posición de liga, el cupo pasa al cuarto clasificado.
2. ↑  El Araz-Naxçıvan fue retirado de la liga el 17 de noviembre de 2014.[1]

## Tabla de resultados cruzados
Los clubes jugarán entre sí en cuatro ocasiones para un total de 36 partidos cada uno.
| Local \ Visitante | AZL | BAK | INT | KHA | NEF | QAR | GAB | SIM | SUM |
| ----------------- | --- | --- | --- | --- | --- | --- | --- | --- | --- |
| AZAL              | —   | 0–1 | 1–1 | 1–1 | 2–1 | 0–3 | 3–3 | 2–2 | 3–2 |
| Baku              | 1–3 | —   | 0–1 | 0–0 | 1–3 | 2–4 | 0–2 | 1–0 | 1–2 |
| Inter Baku        | 1–0 | 7–0 | —   | 3–1 | 2–1 | 0–0 | 4–0 | 0–0 | 5–1 |
| Khazar            | 1–1 | 4–0 | 1–0 | —   | 2–2 | 2–3 | 3–0 | 2–1 | 0–1 |
| Neftçi Baku       | 4–0 | 1–0 | 0–0 | 1–0 | —   | 1–3 | 0–0 | 2–1 | 3–2 |
| Qarabağ           | 2–1 | 2–2 | 0–0 | 3–2 | 0–0 | —   | 2–0 | 1–0 | 2–0 |
| Qäbälä            | 1–2 | 1–1 | 1–1 | 1–1 | 0–0 | 2–1 | —   | 2–3 | 3–1 |
| Simurq            | 2–0 | 5–2 | 1–1 | 2–0 | 1–0 | 2–3 | 1–2 | —   | 3–2 |
| Sumgayit          | 0–1 | 1–1 | 0–0 | 1–2 | 0–1 | 3–0 | 1–1 | 2–1 | —   |

| Local \ Visitante | AZL | BAK | INT | KHA | NEF | QAR | GAB | SIM | SUM |
| ----------------- | --- | --- | --- | --- | --- | --- | --- | --- | --- |
| AZAL              | —   | 2–0 | 1–1 | 3–1 | 0–1 | 0–1 | 0–4 | 5–0 | 1–1 |
| Baku              | 0–2 | —   | 1–2 | 2–1 | 0–0 | 1–1 | 0–2 | 0–3 | 0–0 |
| Inter Baku        | 2–0 | 4–0 | —   | 2–0 | 4–0 | 2–1 | 1–2 | 2–1 | 0–0 |
| Khazar            | 1–0 | 2–1 | 1–2 | —   | 2–2 | 1–1 | 0–1 | 0–0 | 3–2 |
| Neftçi Baku       | 1–1 | 2–0 | 0–2 | 2–0 | —   | 0–1 | 1–3 | 0–0 | 2–2 |
| Qarabağ           | 2–1 | 4–1 | 0–0 | 1–0 | 3–2 | —   | 0–1 | 1–0 | 1–0 |
| Qäbälä            | 0–1 | 3–0 | 1–1 | 3–1 | 1–3 | 1–1 | —   | 1–0 | 2–0 |
| Simurq            | 1–0 | 4–0 | 2–3 | 2–0 | 0–1 | 0–2 | 2–0 | —   | 1–1 |
| Sumgayit          | 0–0 | 0–0 | 3–1 | 2–0 | 0–1 | 1–2 | 0–2 | 1–0 | —   |

## Goleadores
| Pos. | Jugador              | Club         | Goles |
| ---- | -------------------- | ------------ | ----- |
| 1    | Nurlan Novruzov      | Baku         | 15    |
| 1    | Dragan Ćeran         | Simurq       | 15    |
| 3    | Freddy Mombongo-Dues | AZAL         | 14    |
| 3    | Magomed Kurbanov     | Sumgayit     | 14    |
| 5    | Javid Huseynov       | Qäbälä       | 11    |
| 5    | Nicolás Canales      | Neftchi Baku | 11    |
| 7    | Reynaldo             | Qarabağ      | 10    |
| 7    | Leroy George         | Qarabağ      | 10    |
| 9    | Mikel Álvaro         | Inter Baku   | 9     |
| 10   | Nildo                | Inter Baku   | 8     |